# Torksey
Torksey est un village et une paroisse civile du Lincolnshire, en Angleterre. Il est situé à une quinzaine de kilomètres au nord-ouest de la ville de Lincoln, sur les berges de la Trent, à la frontière avec le comté voisin du Nottinghamshire. Administrativement, il relève du district du West Lindsey. Au recensement de 2011, il comptait 875 habitants.